# Trochila ilicina
Trochila ilicina är en svampart som först beskrevs av Nees ex Fr., och fick sitt nu gällande namn av Courtec. 1986. Enligt Catalogue of Life ingår Trochila ilicina i släktet Trochila, ordningen disksvampar, klassen Leotiomycetes, divisionen sporsäcksvampar och riket svampar, men enligt Dyntaxa är tillhörigheten istället släktet Trochila, familjen Dermateaceae, ordningen disksvampar, klassen Leotiomycetes, divisionen sporsäcksvampar och riket svampar. Arten är reproducerande i Sverige. Inga underarter finns listade i Catalogue of Life.